# Marcelo Gonçalves Costa Lopes
Marcelo Gonçalves Costa Lopes, ismertebb nevén: Gonçalves (Rio de Janeiro, 1966. február 22. –), brazil válogatott labdarúgó.
A brazil válogatott tagjaként részt vett az 1997-es Copa Américán, az 1997-es konföderációs kupán, az 1998-as CONCACAF-aranykupán és az 1998-as világbajnokságon.

## Sikerei, díjai
Botafogo
- Brazil bajnok (1): 1995
- Carioca bajnok (2): 1990, 1997
- Torneio Rio-São Paulo (1): 1998

UAG
- Mexikói bajnok (1): 1994

Brazília
- Világbajnoki döntős (1): 1998
- Konföderációs kupa győztes (1): 1997
- Copa América győztes (1): 1997
- CONCACAF-aranykupa bronzérmes (1): 1998